# Aldea de Abajo (Abegondo)
Aldea de Abajo o Aldea de Abaixo (llamada oficialmente A Aldea de Abaixo) es una aldea española situada en la parroquia de Folgoso, del municipio de Abegondo, en la provincia de La Coruña, Galicia.

## Demografía
| Gráfica de evolución demográfica de Aldea de Abajo entre 1999 y 2018 |
|                                                                      |
| Datos según el nomenclátor publicado por el INE.                     |